# メルヴィン・ヴァン・ピーブルズ
メルヴィン・ヴァン・ピーブルズ（Melvin Van Peebles、1932年8月21日 - 2021年9月21日）は、アメリカ合衆国の映画監督、脚本家、俳優、歌手、著作家である。俳優で映画監督のマリオ・ヴァン・ピーブルズは息子。
映画『スウィート・スウィートバック』を手がけたことで知られている。
日本語では「メルヴィン・ヴァン・ピーブルス」と表記されることもある。

## 経歴
1932年8月21日、イリノイ州シカゴに生まれる。オハイオ・ウェスリアン大学を卒業した。アメリカ空軍に3年間ほど所属したのち、メキシコやオランダで暮らした。
パリに滞在していた頃は小説を書いており、そのうちの1つを映画化した『La Permisson』で、1968年に長編映画監督デビューを果たす。この作品は、同年のサンフランシスコ国際映画祭にて上映され、批評家協会賞を受賞した。
1971年の監督作品『スウィート・スウィートバック』は、10,000,000ドル以上の興行収入を記録し、ブラックスプロイテーションの端緒となった。
2021年9月21日、自宅で死去。89歳没。

## フィルモグラフィ

### 映画
- La Permisson （1968年） - 監督・脚本・音楽
- 『スローガン』 - Slogan （1969年） - 脚本
- Watermelon Man （1970年） - 監督・音楽
- 『スウィート・スウィートバック』 - Sweet Sweetback's Baadasssss Song （1971年） - 監督・脚本・製作・編集・音楽・出演
- 『突撃!O・Cとスティッグス お笑い黙示録』 - O.C. and Stiggs （1985年） - 出演
- 『ジョーズ'87 復讐篇』 - Jaws: The Revenge （1987年） - 出演
- 『黒豹のバラード』 - Posse （1993年） - 出演
- 『ターミナル・ベロシティ』 - Terminal Velocity （1994年） - 出演
- 『パンサー』 - Panther （1995年） - 脚本・製作・出演
- 『北斗の拳』 - Fist of the North Star （1995年） - 出演
- 『ギャング・イン・ブルー』 - Gang in Blue （1996年） - 監督・製作・出演
- 『ワイルドスティンガー』 - Love Kills （1998年） - 出演
- 『バッドアス・シネマ』 - Baadasssss Cinema （2002年） - 出演
- 『バッドアス!』 - Baadasssss! （2003年） - 原案
- 『スワップ・スワップ 伝説のセックスクラブ』 - American Swing （2008年） - 出演
- 『ブラックパワー・ミックステープ アメリカの光と影』 - The Black Power Mixtape 1967-1975 （2011年） - ナレーション

### テレビドラマ
- 『ホミサイド/殺人捜査課』 - Homicide: Life on the Street （1997年） - 出演
- 『シャイニング』 - The Shining （1997年） - 出演

## ディスコグラフィ

### アルバム
- Brer Soul （1969年）
- Watermelon Man （1970年） ※サウンドトラック
- 『スウィート・スウィート・バックス・バッドアス・ソング』 - Sweet Sweetback's Baadasssss Song （1971年） ※サウンドトラック
- Ain't Supposed to Die a Natural Death （1971年）
- Ain't Supposed to Die a Natural Death: Tunes from Blackness （1972年） ※サウンドトラック
- Don't Play Us Cheap: Original Cast & Soundtrack Album （1972年） ※サウンドトラック
- 『ホワット・ザ....ユー・ミーン・アイ・キャント・シング!?』 - What the.... You Mean I Can't Sing?! （1973年）
- As Serious as a Heart-Attack （1974年）
- Ghetto Gothic （1995年）
- The Last Transmission （2014年） - ザ・ヘリオセントリクスとの共作

### EP
- La Permission （1968年）

### シングル
- "Sweetback's Theme" b/w "Hoppin John" （1971年）
- "Eyes on the Rabbit" （1974年）